# Diwnomorje (system walki elektronicznej)
Diwnomorje (ros. Дивноморье) – rosyjski mobilny system rozpoznania elektronicznego i walki elektronicznej używany przez Siły Zbrojne Federacji Rosyjskiej.

## Historia
Wszechrosyjski Naukowo-Badawczy Instytut „Gradient” (ros. Всероссийский научно-исследовательский институт «Градиент», «ВНИИ «Градиент»), na bazie systemu walki elektronicznej 1L267 Moskwa-1, rozpoczął prace w grudniu 2012 r. nad konstrukcją mającą łączyć cechy systemu rozpoznania i walki elektronicznej. Głównymi podwykonawcami są Centralny Instytut Badawczy Ekonomii, Informatyki i Systemów Sterowania (ros. Центральный научно-исследовательский институт экономики, информатики и систем управления, ЦНИИ ЭИСУ), Centrum Naukowo-Produkcyjne Sapsan (ros. АО «Научно-производственный центр «САПСАН») oraz Instytut Badań Naukowych i Inżynierii Radiowej w Kałudze (ros. Калужский научно-исследовательский радиотехнический институт. АО „КНИРТИ”). Jako główny konstruktor systemu w dokumentacji został wskazany Władimir Nikołajewicz Wernigora. Nazwa systemu pochodzi najprawdopodobniej od nazwy rosyjskiego kurortu Diwnomorskoie
Wiadomość o inauguracji prac konstrukcyjnych podano do wiadomości publicznej 11 grudnia 2013 r. na konferencji prasowej koncernu „Technologie Radioelektroniczne” (ros. Концерн «Радиоэлектронные технологии», КРЭТ). Wprowadzenie na wyposażenie oddziałów armii rosyjskiej planowano na 2016 r. Przewidywano, że zostanie wykorzystany do ochrony stanowisk dowodzenia, zgrupowań wojsk, systemów obrony powietrznej oraz ważnych obiektów przemysłowych i administracyjnych. 
W założeniu konstruktorów Diwnomorje ma zastąpić dotychczas użytkowane systemy 1L267 Moskwa-1, 1Ł269 Krasucha-2 i 1RŁ257 Krasucha-4. Jest przeznaczony do  zakłócania łączności radiowej naziemnej i lotniczej, wykrywania celów powietrznych i kosmicznych oraz zakłócania lotniczych i kosmicznych systemów rozpoznawczych. Działanie systemu jest oparte na pełnej automatyzacji. Po wykryciu źródła emisji samodzielnie analizuje sygnał, określa jego rodzaj, kierunek i natężenie. Na podstawie otrzymanych danych ustala charakterystykę użytkową obiektu i samodzielnie wybiera najskuteczniejszy rodzaj przeciwdziałań.
Całość wyposażenia systemu jest zamontowana na podwoziu kołowym. Systemy elektroniczne mają zasięg 350 km, czas potrzebny na przygotowanie wyposażenia do użycia to 5 minut. Informacje o podjęciu produkcji seryjnej systemu i jego przyjęciu na wyposażenie armii rosyjskiej podano w 2019 r. W 2020 r. system został przekazany do użytkowania oddziałom Floty Bałtyckiej stacjonującym w obwodzie królewieckim. Flota Północna również została wyposażona w Diwnomorje aby chronić Północną Drogę Morską.